# Доротея Софія Брауншвейг-Вольфенбюттельська
Доротея Софія Брауншвейг-Вольфенбюттельська (нім. Dorothea Sophia von Braunschweig-Wolfenbüttel, 17 січня 1653 — 21 березня 1722) — принцеса Брауншвейг-Вольфенбюттельська з династії Вельфів, донька герцога Брауншвейг-Люнебургу князя Брауншвейг-Вольфенбюттелю Рудольфа Августа та графині Барбі-Мюлінгенської Крістіни Єлизавети, дружина герцога Шлезвіг-Гольштейн-Зондербург-Пльону Йоганна Адольфа.

## Біографія
Народилась 17 січня 1653 року у Вольфенбюттелі. Стала первістком в родині спадкоємного принца Брауншвейг-Вольфенбюттелю Рудольфа Августа та його першої дружини Крістіни Єлизавети Барбі-Мюлінгенської, з'явившись на світ на третій рік їхнього подружнього життя. Мала молодших сестер Крістіну Софію й Елеонору Софію, яка прожила лише п'ять місяців. Князівством в цей час правив їхній дід Август Молодший, відомий своєю освіченістю.
У вересні 1666 року батько став правлячим князем, однак мало цікавився державними справами. Офіційною резиденцією сімейства був Вольфенбюттельський замок, придбаний у 1670 році замок Хедвігсбург виконував функції літньої.
У 20 років Доротея Софія стала дружиною герцога Шлезвіг-Гольштейн-Зондербург-Пльону Йоганна Адольфа, якому за кілька днів виповнилося 39. Весілля пройшло 2 квітня 1673 у Вольфенбюттелі.
У подружжя народилося шестеро дітей. Основною резиденцією сімейства був Пльонський ззамок. Втім, Йоганн Адольф, маючи енергійний характер та адміністративний талант, рідко бував там, частіше  беручи участь у кількох великих війнах тієї епохи, поклавши більшу частину керування герцогством на матір і дружину. Він помер у липні 1704 року, впавши з коня, за чотири дні після смерті старшого сина.
Доротея Софія пережила правління Йоакіма Фрідріха Норбурзького, який керував герцогством після її онука, та пішла з життя за володарювання його наступника Фрідріха Карла, що став останнім герцогом країни. Була похована у замковій каплиці Пльону.

## Родина
Чоловік —  Йоганн Адольф
Діти:

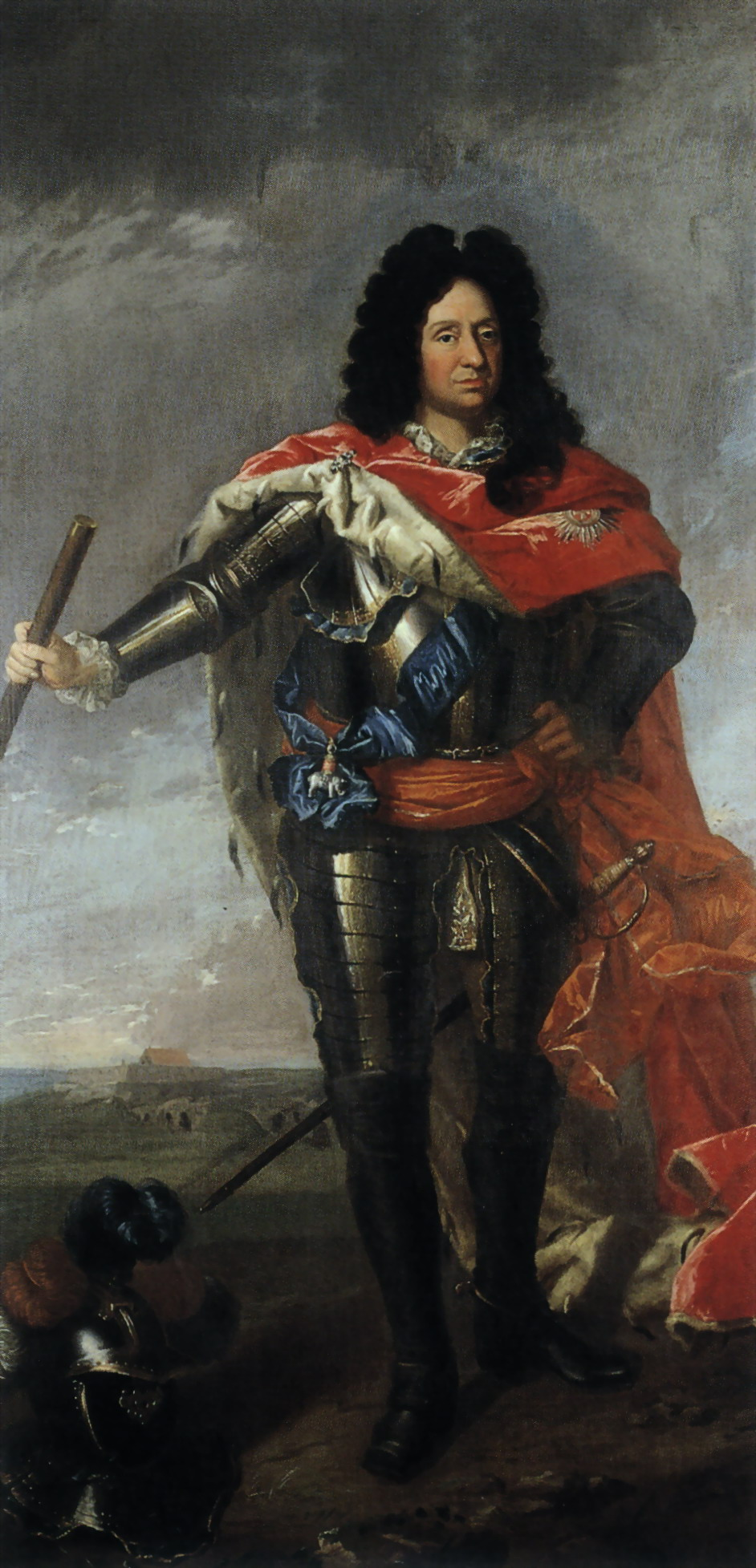
Портрет Йоганна Адольфа пензля Й. В. Тішбейна

- Адольф Август (1680—1704) — спадкоємний принц Шлезвіг-Гольштейн-Зондербург-Пльону, був одружений з принцесою Шлезвіг-Гольштейн-Норбурзькою Єлизаветою, мав сина, який помер в ранньому віці;
- Йоакім Ернст (1681—1682) — прожив 1 рік;
- Йоганн Ульріх (нар. та пом. 26 березня 1684) — помер після народження;
- Крістіан Карл (1690—1704) — прожив 14 років;
- Августа Єлизавета (1686—1689) — прожила 2 роки;
- Доротея Софія (1692—1765) — дружина герцога Мекленбург-Штреліцу Адольфа Фрідріха III, мала двох доньок, які не залишили нащадків.